# San Antonio Oeste

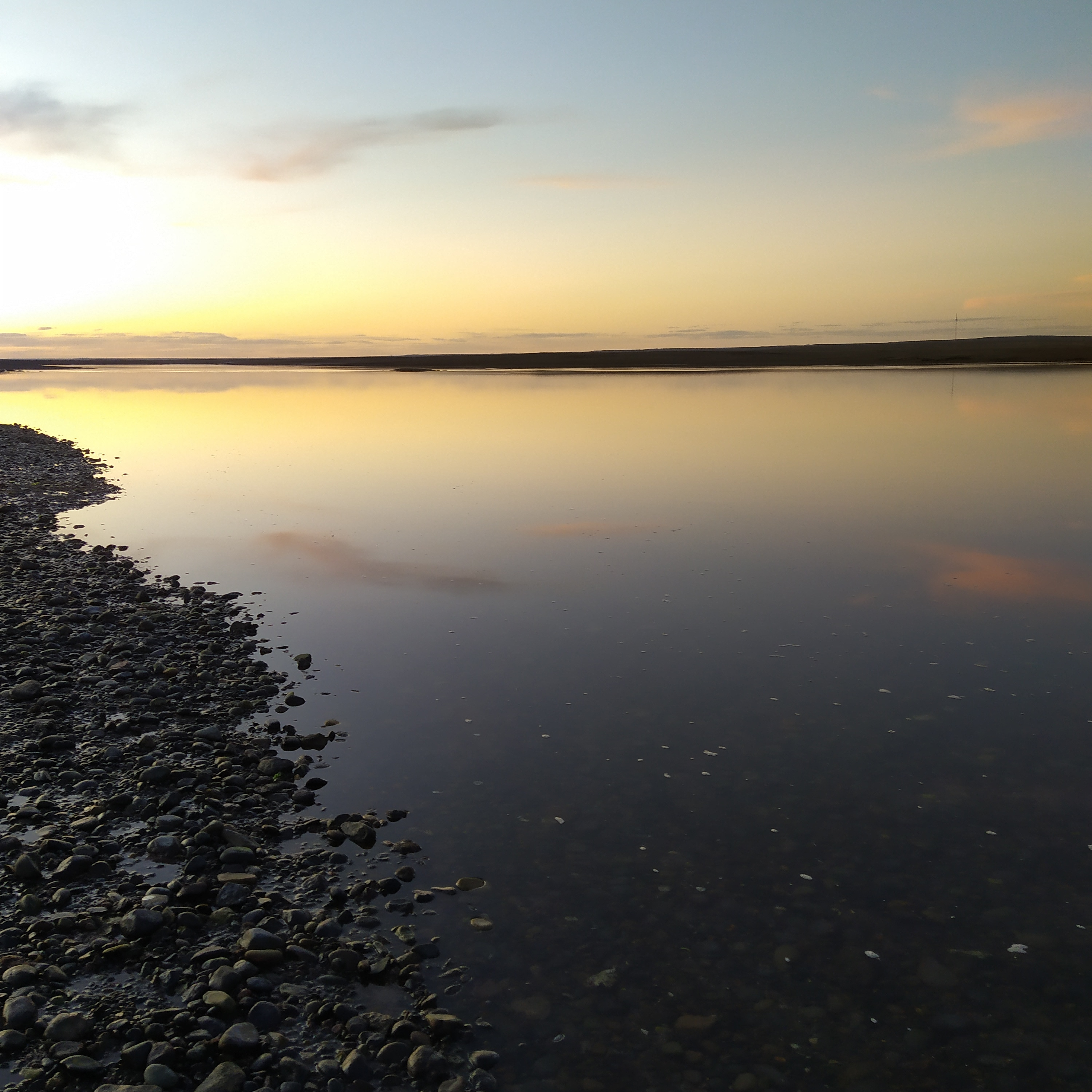
Fotografía tomada en el atardecer en la playa de San Antonio Oeste, febrero de 2020.

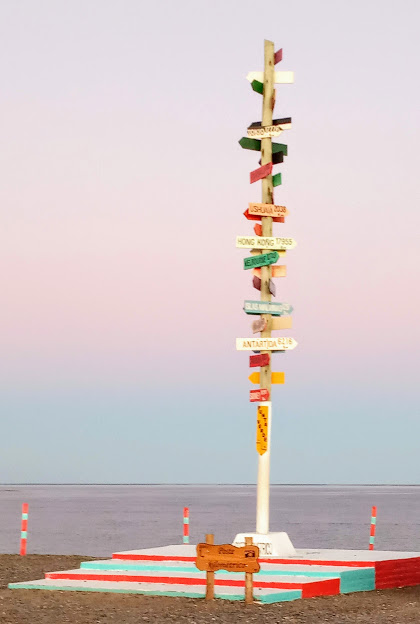
Poste Kilométrico, ubicado en Punta Verde, San Antonio Oeste.

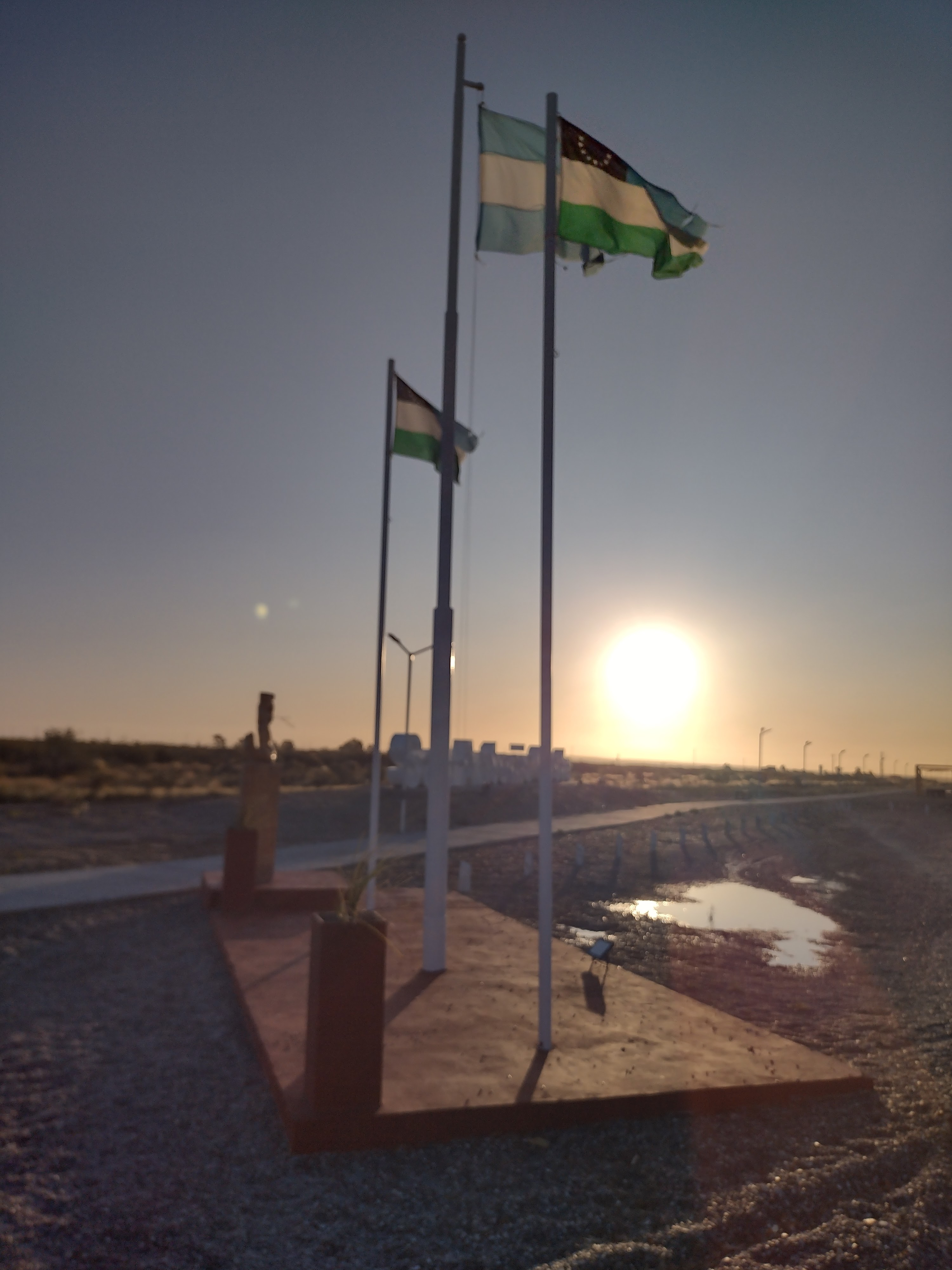
Este monumento a las banderas acompaña las letras corpóreas que se encuentran al ingreso a la localidad. Las cuales fueron inauguradas en diciembre del 2021 para la Inauguración de la temporada de verano en la zona...

San Antonio Oeste es la ciudad cabecera del departamento San Antonio, en la provincia de Río Negro, Argentina. Se encuentra ubicada a orillas de la bahía San Antonio dentro del golfo San Matías. Su actividad económica se centra en la pesca, explotación de minerales y el turismo. El municipio de esta ciudad incluye la localidad y puerto de aguas profundas de San Antonio Este. Históricamente también la localidad y balneario marítimo de Las Grutas estuvo dentro del municipio.

## Toponimia
Su nombre proviene de San Antonio de Padua, el agregado "Oeste" hace referencia a su ubicación en la bahía y respecto del puerto San Antonio Este (siglas S.A.O. y S.A.E. respectivamente).[cita requerida]

## Historia

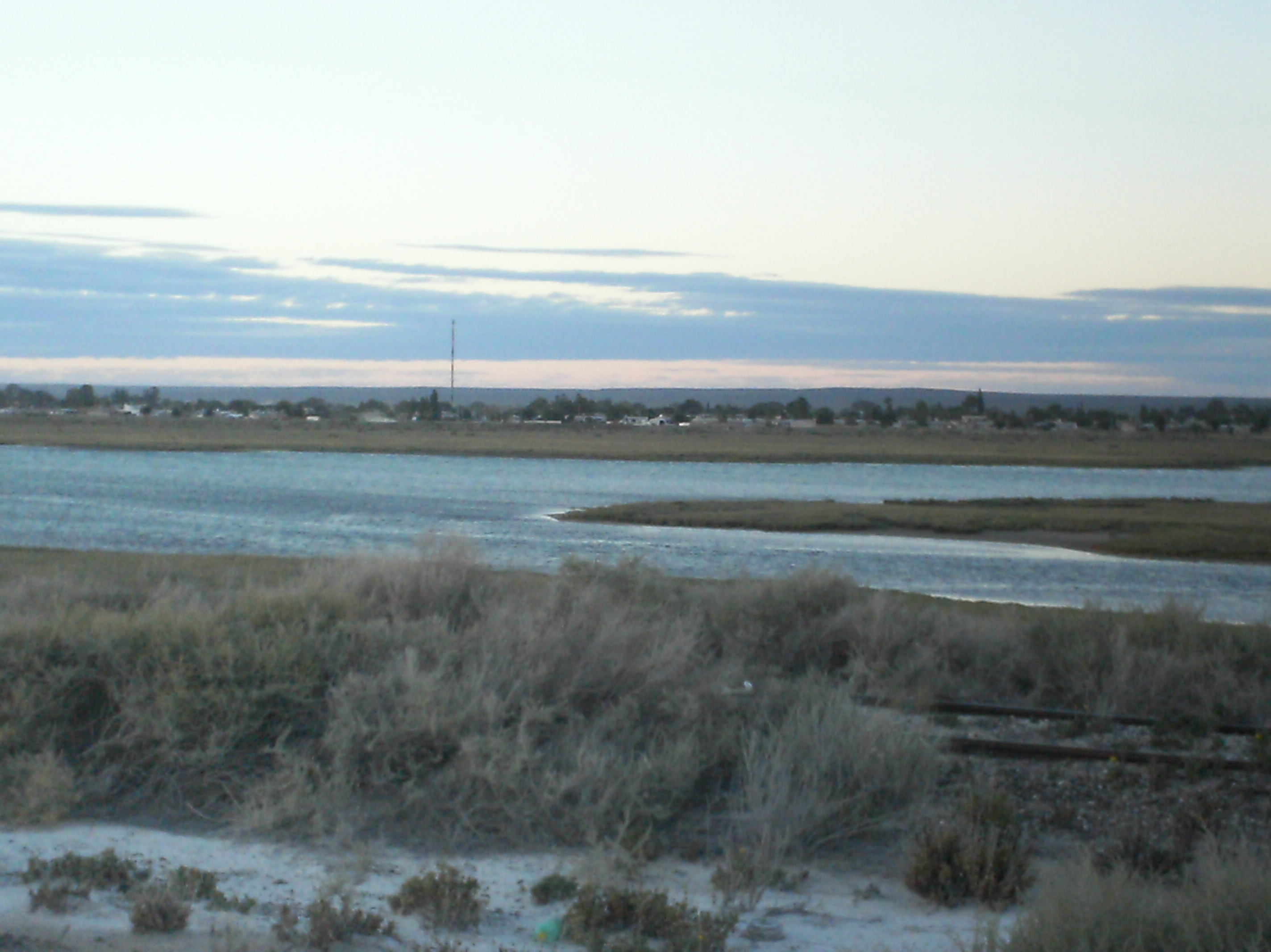
Panorámica desde el arroyo

San Antonio Oeste es producto del «éxodo» del primer asentamiento que se conforma en el sector de Punta Villarino, lugar de ubicación de un pequeño pueblo-puerto fundado en 1898, adonde hoy se encuentra San Antonio Este.
Las dificultades para el traslado de mercancías, víveres, materiales de construcción y eventualmente personas llevaron a que los pioneros del Este comenzaran a buscar la posibilidad de instalarse en algunas de las «Caletas del Oeste». Los carros y carretas tiradas por bueyes o mulas transportaban los frutos del país (lana, cueros, pieles) que transitaban un camino que se alargaba por diez leguas resultando fangoso, pesado y falto de agua. Los mayores costos y la pérdida de tiempo motivaron la idea a trasladar el pueblo.
En 1905 la firma Sassemberg decidió instalarse en San Antonio, pero buscó un lugar en el Oeste porque el puerto se encontraba lejos de la zona donde convergían las actividades comerciales.
El 10 de julio de 1905 arriba a la Caleta del Oeste -la actual marea de San Antonio- la embarcación propiedad de la firma Sassemberg y Cia. De esta manera el 10 de julio de 1905 es la fecha tomada para fijar el día de la fundación. 
En 1908, tres años después se habían afincado los pobladores, los funcionarios, las viviendas y se anunciaba la construcción del ferrocarril. A fines de 1908 llegaron los primeros técnicos comandados por el Ingeniero Guido Jacobacci y cientos de obreros quienes comenzarían el tendido de las vías desde el Puerto San Antonio hasta Nahuel Huapi.
El auge de la ciudad llevó necesariamente a la realización del trazado del pueblo y las mesuras, el cual fue iniciado el 1908.
Dos años después del mismo, el Poder Ejecutivo Nacional dictó el Decreto de creación y oficialización del pueblo “San Antonio Oeste” con fecha 6 de enero de 1910.
Durante 1944 el puerto del oeste llamado "Punta Verde", dejó de operar.
Desde 2000, el puerto del oeste funciona con una mínima actividad pesquera. El puerto de aguas profundas San Antonio Este se inauguró en la margen este.
Lo que evitó el despoblamiento de la zona fue, sin lugar a dudas, la presencia de la superintendencia y los talleres de la línea ferroviaria, que fueron una importante fuente de trabajo.
En 2015 se sancionó la ley de municipalización de Las Grutas, quedando está escindida de San Antonio. No obstante San Antonio apeló y frenó la ley ante la justicia.

## Clima

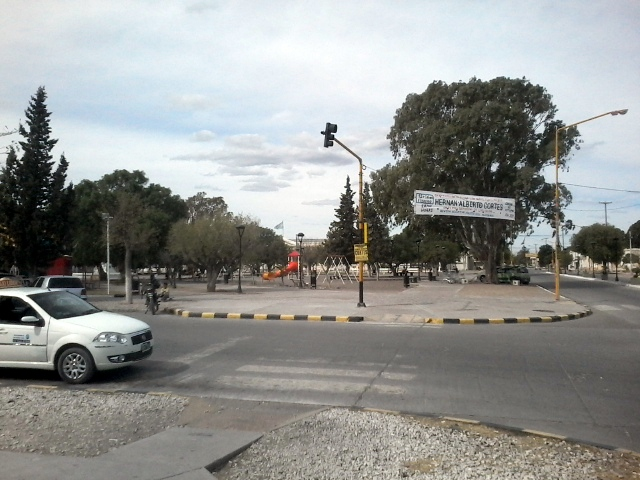
Plaza principal de la ciudad de San Antonio Oeste

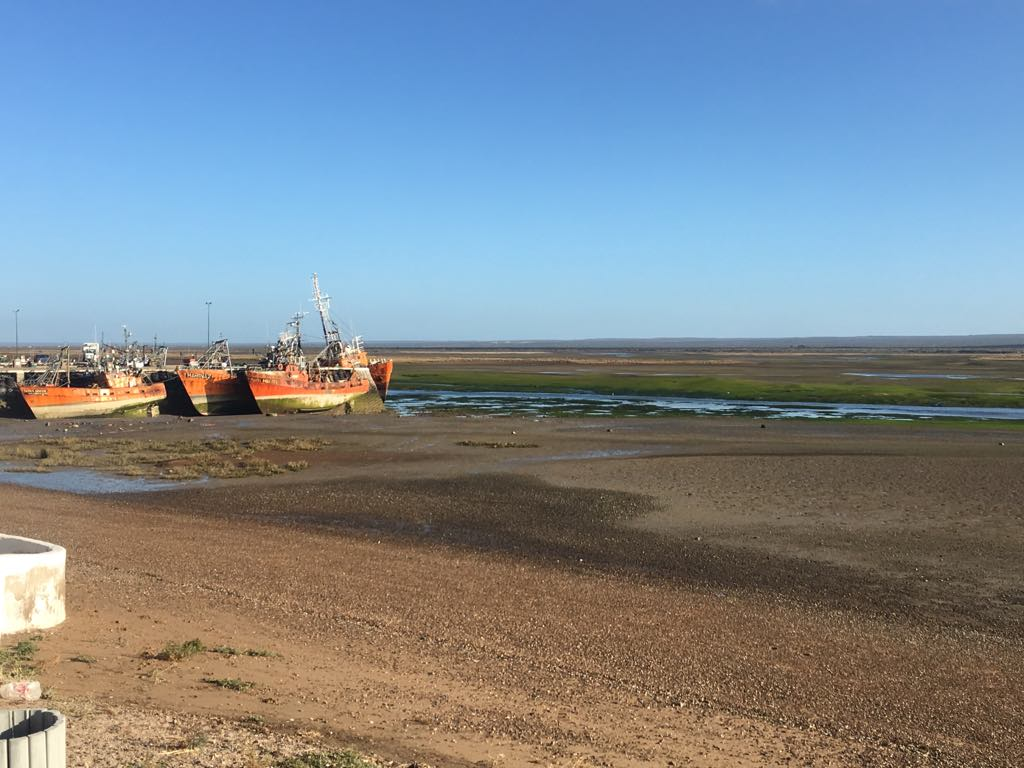
Barcos pesqueros en el muelle de San Antonio Oeste, Río Negro.

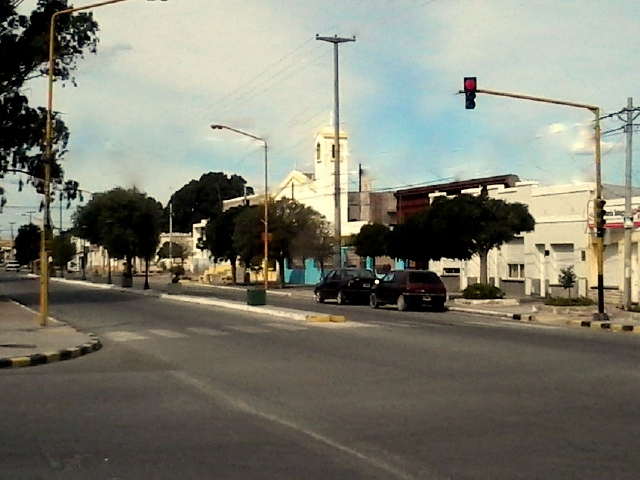
Iglesia principal de la ciudad frente a su plaza principal

El clima de la ciudad es templado y semiárido. La temperatura media anual es de 14,8 °C y la humedad relativa promedio anual es de 56 %. El viento sopla, en época estival, a una velocidad promedio de 19 km/h
| Parámetros climáticos promedio de San Antonio Oeste Aero, 1991-2020 | Parámetros climáticos promedio de San Antonio Oeste Aero, 1991-2020 | Parámetros climáticos promedio de San Antonio Oeste Aero, 1991-2020 | Parámetros climáticos promedio de San Antonio Oeste Aero, 1991-2020 | Parámetros climáticos promedio de San Antonio Oeste Aero, 1991-2020 | Parámetros climáticos promedio de San Antonio Oeste Aero, 1991-2020 | Parámetros climáticos promedio de San Antonio Oeste Aero, 1991-2020 | Parámetros climáticos promedio de San Antonio Oeste Aero, 1991-2020 | Parámetros climáticos promedio de San Antonio Oeste Aero, 1991-2020 | Parámetros climáticos promedio de San Antonio Oeste Aero, 1991-2020 | Parámetros climáticos promedio de San Antonio Oeste Aero, 1991-2020 | Parámetros climáticos promedio de San Antonio Oeste Aero, 1991-2020 | Parámetros climáticos promedio de San Antonio Oeste Aero, 1991-2020 | Parámetros climáticos promedio de San Antonio Oeste Aero, 1991-2020 |
| Mes                                                                 | Ene.                                                                | Feb.                                                                | Mar.                                                                | Abr.                                                                | May.                                                                | Jun.                                                                | Jul.                                                                | Ago.                                                                | Sep.                                                                | Oct.                                                                | Nov.                                                                | Dic.                                                                | Anual                                                               |
| ------------------------------------------------------------------- | ------------------------------------------------------------------- | ------------------------------------------------------------------- | ------------------------------------------------------------------- | ------------------------------------------------------------------- | ------------------------------------------------------------------- | ------------------------------------------------------------------- | ------------------------------------------------------------------- | ------------------------------------------------------------------- | ------------------------------------------------------------------- | ------------------------------------------------------------------- | ------------------------------------------------------------------- | ------------------------------------------------------------------- | ------------------------------------------------------------------- |
| Temp. máx. abs. (°C)                                                | 43.5                                                                | 41.4                                                                | 40.0                                                                | 35.0                                                                | 32.1                                                                | 26.6                                                                | 24.9                                                                | 28.4                                                                | 33.3                                                                | 36.5                                                                | 41.0                                                                | 41.6                                                                | 43.5                                                                |
| Temp. máx. media (°C)                                               | 30.4                                                                | 29.2                                                                | 26.4                                                                | 21.5                                                                | 16.9                                                                | 13.8                                                                | 13.4                                                                | 15.8                                                                | 18.1                                                                | 22.0                                                                | 25.9                                                                | 28.9                                                                | 21.9                                                                |
| Temp. media (°C)                                                    | 22.8                                                                | 21.8                                                                | 19.2                                                                | 14.3                                                                | 10.2                                                                | 7.5                                                                 | 6.6                                                                 | 8.7                                                                 | 11.3                                                                | 15.2                                                                | 18.7                                                                | 21.5                                                                | 14.8                                                                |
| Temp. mín. media (°C)                                               | 15.7                                                                | 14.6                                                                | 12.3                                                                | 7.8                                                                 | 4.6                                                                 | 2.1                                                                 | 1.0                                                                 | 2.5                                                                 | 4.3                                                                 | 7.7                                                                 | 11.1                                                                | 13.8                                                                | 8.1                                                                 |
| Temp. mín. abs. (°C)                                                | 4.0                                                                 | 3.0                                                                 | -0.5                                                                | -4.0                                                                | -8.0                                                                | -11.5                                                               | -11.2                                                               | -11.1                                                               | -8.0                                                                | -5.5                                                                | -2.7                                                                | 0.5                                                                 | -11.5                                                               |
| Precipitación total (mm)                                            | 19.4                                                                | 27.3 3                                                              | 33.4                                                                | 37.6                                                                | 28.4                                                                | 25.7                                                                | 20.9                                                                | 16.6                                                                | 17.9                                                                | 27.8                                                                | 19.0                                                                | 19.4                                                                | 293.3                                                               |
| Días de precipitaciones (≥ 0.1 mm)                                  | 3.1                                                                 | 3.4                                                                 | 3.7                                                                 | 3.5                                                                 | 4.8                                                                 | 4.5                                                                 | 3.6                                                                 | 3.0                                                                 | 3.7                                                                 | 4.2                                                                 | 3.7                                                                 | 3.0                                                                 | 44.2                                                                |
| Horas de sol                                                        | 313.1                                                               | 271.2                                                               | 238.7                                                               | 192.0                                                               | 148.8                                                               | 126.0                                                               | 151.9                                                               | 167.4                                                               | 183.0                                                               | 238.7                                                               | 270.0                                                               | 291.4                                                               | 2593.3                                                              |
| Humedad relativa (%)                                                | 47.1                                                                | 51.2                                                                | 54.9                                                                | 59.7                                                                | 67.5                                                                | 67.0                                                                | 65.9                                                                | 59.4                                                                | 56.5                                                                | 51.5                                                                | 48.0                                                                | 45.5                                                                | 56.2                                                                |
| Fuente: Servicio Meteorológico Nacional                             |                                                                     |                                                                     |                                                                     |                                                                     |                                                                     |                                                                     |                                                                     |                                                                     |                                                                     |                                                                     |                                                                     |                                                                     |                                                                     |

## Turismo

### La mar grande
Es una extensa playa de la localidad muy concurrida por turistas y por grupos locales, se puede acceder a ella a través de automóviles o a pie mediante un camino de tierra. Tiene la particularidad de tener aguas muy cálidas con una profundidad aproximada de 1,70 metros. Debido a esto deriva su nombre de "Grande" ya que estando en pleamar se aprecian sus enormes extensiones de playas y en bajamar podemos ver que el agua se retira a una distancia muy grande dejando así visible una imponente extensión de arena. Constituye uno de los sitios principales de concentración de chorlos y playeros en su ruta migratoria anual.

### Punta Verde y «El Arbolito de Salas»
Puntos de reunión y sitios de desembarque de los pescadores artesanales. A diario zarpan y arriban en estas costas decenas de lanchas pesqueras. Playas agrestes de la ría de San Antonio.

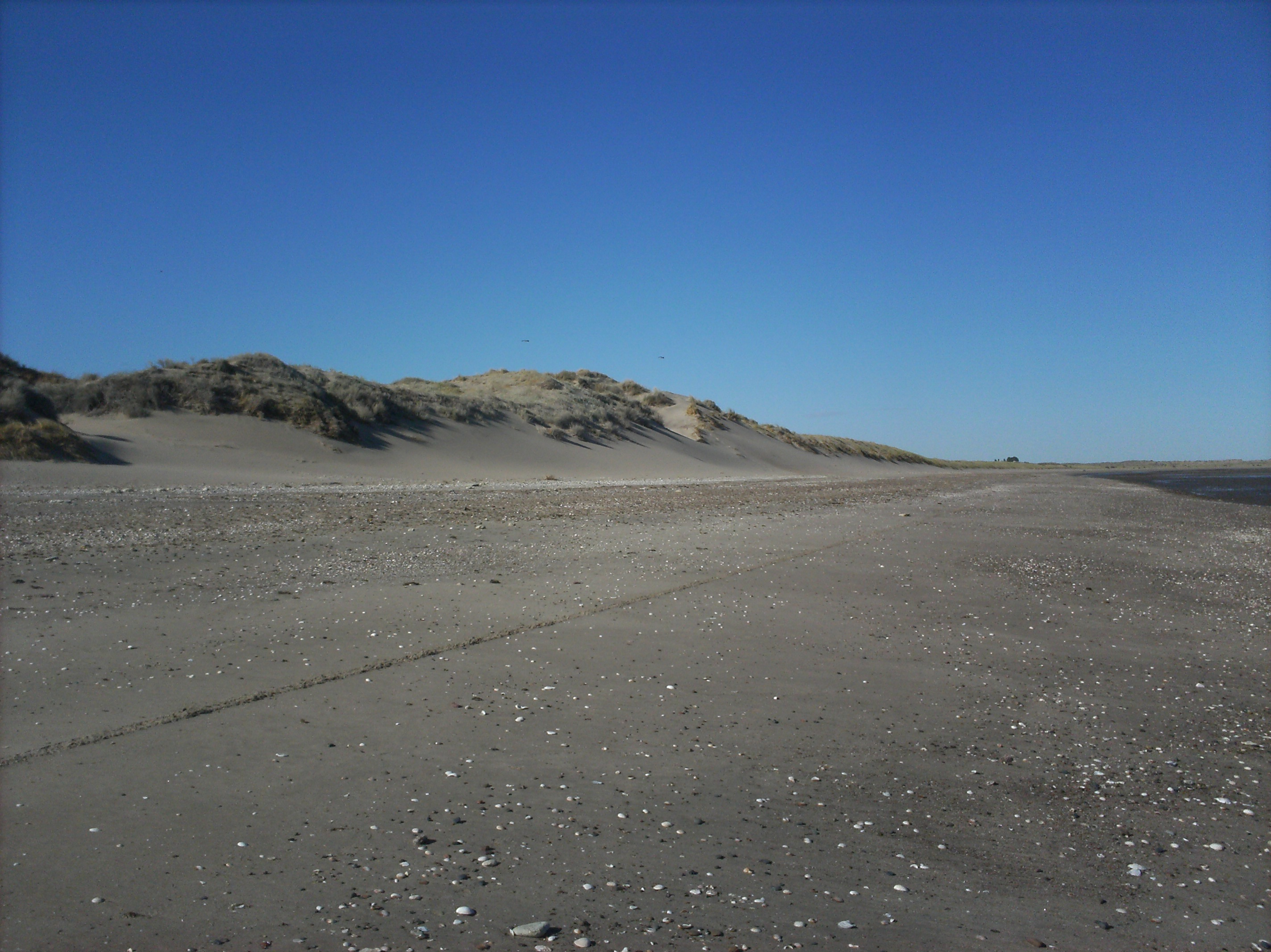
Playas del pueblo dominadas por exuberantes médanos.

### Costanera de San Antonio (“la marea” y muelle pesquero)
Balneario con infraestructura básica y servicio de guardavidas. Por la tranquilidad de las aguas son sitios apropiados para la práctica de deportes náuticos (windsurf, canotaje, esquí acuático, buceo en apnea, etc.)

### Circuito histórico
Paseo por el casco histórico, museo histórico-cultural.

### Caleta Falsa y playas del puerto
Balnearios tranquilos y de aguas cálidas. Pesca desde costa y embarcada. Buceo en apnea.
Por estas playas que se extienden por varios kilómetros, llamadas La Conchilla, su nombre se debe a la presencia de restos de los bivalvos que dejan su «concha» de calcio en la playa, dándole un singular color blanco, en este lugar, se acercan miles de turistas amantes de la pesca de costa para la captura preferentemente del pejerrey, es tan importante esta costa para esta captura, que se realiza anualmente el concurso Nacional «Las 6 Horas del Pejerrey» organizado por el Club Náutico Local, con gran aceptación se realiza sobre los meses de octubre o noviembre, con más de 200 piezas por cada pescador. Además, este lugar aún sigue con la virginidad de sus playas y médanos, teniendo en este mismo lugar, un sector de concentración de lobos marinos, sobre la punta de esta costa llamada, «Punta Villarino», y a pocos kilómetros de allí, a unos 5 km hacia el norte de ese lugar se encuentra el Puerto del Este. Donde cuenta con un puerto de aguas profundas natural, arribando allí embarcaciones de carga mayor, para la exportación de productos regionales, como manzanas, peras, jugos, uvas, etc.

### Camino de la Costa
Desde baliza San Matías hasta la Reserva Natural La Lobería. Atractivos naturales y aventura. Pesca desde costa todo el año. Excursiones guiadas de buceo desde San Antonio Oeste. Observación de la naturaleza.

## Transportes
El municipio es atravesado desde el oeste por dos rutas nacionales, la ruta nacional 3; y la Ruta Nacional 251. También la RP 2 conecta con el Balneario Las Grutas.
Con respecto a los autobuses, existen coches pertenecientes a la empresa Transporte Las Grutas, que es una de las empresas de transporte público de pasajeros más importantes de la provincia. Incluso hay autobuses interurbanos, que son operados por la misma empresa, y ofrece el servicio de conectar San Antonio Oeste con Las Grutas.
Al mismo tiempo, existe el aeropuerto Antonie de Saint Exupery que se encuentra ubicado a unos 10 km hacia el sudoeste del centro de SAO. El aeropuerto tiene acceso por la ruta provincial 2. Debido a la falta de mantenimiento (que desde hace más de 20 años no se realiza), en 2009 dejó de recibir vuelos de la aerolínea LADE, funcionando actualmente sólo el aeroclub y recibiendo también algunos vuelos privados y gubernamentales.
Por último el pueblo cuenta con el servicio de Tren Patagónico SA que tiene parada en la estación San Antonio Oeste, lo que permite la conexión Viedma y Bariloche recorriendo la línea sur de la provincia de Río Negro.

## Población
El municipio incluye la localidad principal (San Antonio Oeste) y varias localidades menores y población rural dispersa. 
Los resultados definitivos del censo 2010 habían arrojaron que el municipio poseía 21 643 habitantes.
La tasa de crecimiento demográfico con respecto al censo 2001 fue 18,27 % una de las más altas de la provincia. Otro dato destacado es su índice de masculinidad que es de 102,92 %, valor superior a las ciudades mayores de la provincia.
La población propiamente dicha de la localidad principal era de 20,233 habitantes (Indec, 2022) con 7315 hogares. Esto representó un incremento del 21,36 % frente a los 16,265 habitantes (Indec, 2010) del censo anterior.Este dato es aproximado y no tiene en cuenta población circúndate nueva o rural dispersa; ya que en los datos definitivos que el INDEC informó no se detalló la población por localidades como se venía haciendo hasta el censo 2010.
| Evolución demográfica de la localidad                                      |
|                                                                            |
| Fuentes: censos nacionales del INDEC e información de mapa.poblaciones.org |

### Localidades dentro del Municipio de San Antonio Oeste
Anexo: localidades del municipio de San Antonio Oeste
El vasto municipio de San Antonio Oeste fue fijado por la Ley 900 el 14 de diciembre de 1973. Esta ley le otorgó  jurisdicción para el aprovechamiento integral de la Bahía San Antonio, desde una línea imaginaria que une el extremo Este de Punta Delgada y el extremo Oeste de la Península Villarino.
Esta singular configuración de tamaño posibilita que dentro de su ejido municipal sanantoniense se ubiquen localidades de diversos tamaños que incluyen una ciudad (San Antonio Oeste), una villa (Las Grutas), un pueblo porteño (San Antonio Este), un pequeño poblado (Saco Viejo), un barrio alejado (El Cruce), un complejo industrial en Punta Delgado (Alcalis de la Patagonia) y el paraje Los Álamos.La extensa lista de localidades incluidas en el municipio es también reconocida por el gobierno nacional y sus políticas públicas deben ser planeadas en conjunto como un solo municipio a pesar de no tener unidad territorial.
Según el censo 2022, se registraron 12.537 viviendas con una población estable de 26.718 habitantes en todo el vasto territorio municipal.

## Educación
Con respecto a la educación universitaria la ciudad cuenta con la presencia de la Universidad Nacional de Río Negro y la Universidad Nacional del Comahue. Por otro lado se encuentran la Universidad Empresarial Siglo 21 y la Universidad Blas Pascal con sus carreras a distancia.

## Parroquias de la Iglesia católica en San Antonio Oeste
| Diócesis  | Viedma               |
| --------- | -------------------- |
| Parroquia | San Antonio de Padua |